# Кунгурский медеплавильный завод
Кунгурский медеплавильный завод — казённый завод, действовавший в 1712—1723 годах, был расположен в городе Кунгур Пермского края, производил медь.

## Географическое расположение
Завод был построен на речке Гаревой.
Точное местонахождение завода и степень сохранности его остатков не установлены.

## История создания
Завод был построен в 1712 году за городской стеной Кунгура на казённые деньги под руководством городского дьяка Василия Окоемова. За это в награду сибирский губернатор князь Гагарин выдал Окоемову 100 рублей, а двум плавильщикам по 10 рублей. Плавкой меди руководил прибывший с Мазуевского казенного медеплавильного завода мастер Никифор Огнев и плавильщик Федор Инютин. В подмастерьях числились 7 солдат и ряд крестьян и посадских людей. Медная руда доставлялась с Туркинского, Бымовского, Бабкинского, Гаревского рудников, находившихся от завода в 20-25 верстах.
30 октября 1716 года постройки сгорели во время приезда для исследования медной плавки князя Сонцев-Запекина. Пожар произошёл от небрежности бывших с ним солдат и плавильщиков. К 1717 году Л. Синявин восстановил завод на том же месте в 40 саженях от Кунгура и стал продолжать плавку меди.
После приезда Синявина в Тобольск в 1718 году выплавка меди прекратилась, как и добыча руд по указанию воеводы Воронецкого, а управляющий и мастера были высечены на городской площади, «дабы впредь неповадно было плавлением заниматься».
Полковник Воронецкий запретил поиск руд, и заставил рудоискателей в 1719 году дать показание, что медных руд в Кунгурском уезде не имеется. В 1719 году на основании поданной жалобы бывшего управляющего завода в Кунгур прибыл берг-офицер из Казани, который объявил воеводу преступником и отправил в ссылку в Вятку, а завод был восстановлен. В. Рапп указал возможную причину закрытия завода и такого поведения воеводы: «завод, видимый из города, раздражал жену воеводы шумом и вонючим дымом».
После учиненного В. Н. Татищевым в Кунгуре в августе 1720 году следствия по данному делу, на котором он присутствовал самолично, и вернувшись в Екатеринбург, отписался в Берг-коллегию, что «в городе Кунгуре, по отдаленности от него хороших рудников, не стоит возобновлять медеплавильный завод, а лучше построить новый поближе к благонадежным рудникам». В 1723 году всё оборудование и управляющий швед Берглин с Кунгурского завода были перевезены на строящийся Егошихинский медеплавильный завод.

## Оборудование завода
В 1716 году завод состоял из крытого дранью амбара со стенами, «забранными заплотом в столбы», в котором были два горна с ручными мехами. В 1717 году в новом амбаре, больше прежнего, имелись 4 кричных горна и 6 печек с ручными мехами для черновой плавки меди, а также горн для её очистки. Были построены: горница с сенями, изба чёрная для работных людей, сараи под уголь, известь, для толчения руды, 5 амбаров для хранения руды и кузница для починки инструментов.

## Управленцы завода
В разные годы заводом руководили:
- городской дьяк Василий Окоемов (1712—1713);
- кунгурский комендант Леонтий Шокуров (1713—1714);
- его сын Лев Шокуров (1715—1716);
- управляющий Ларион Синявин (август 1716—1718);
- И. В. Воронецкий (1718—1719);
- швед Берглин (1719—1723).

## Продукция
В 1712 году было выплавлено чистой меди для образца 30 пудов 27 фунтов. В 1717—1718 годах, по показанию плавильщика Бабушкина, были выплавлены 200 пудов меди, из которых 188,5 пудов отправлены в Москву, а 11,5 пудов — в Тобольск.
За все время существования завода выплавлено не более 500 пудов меди.